# نحو البنية العامة للمقولات النحوية

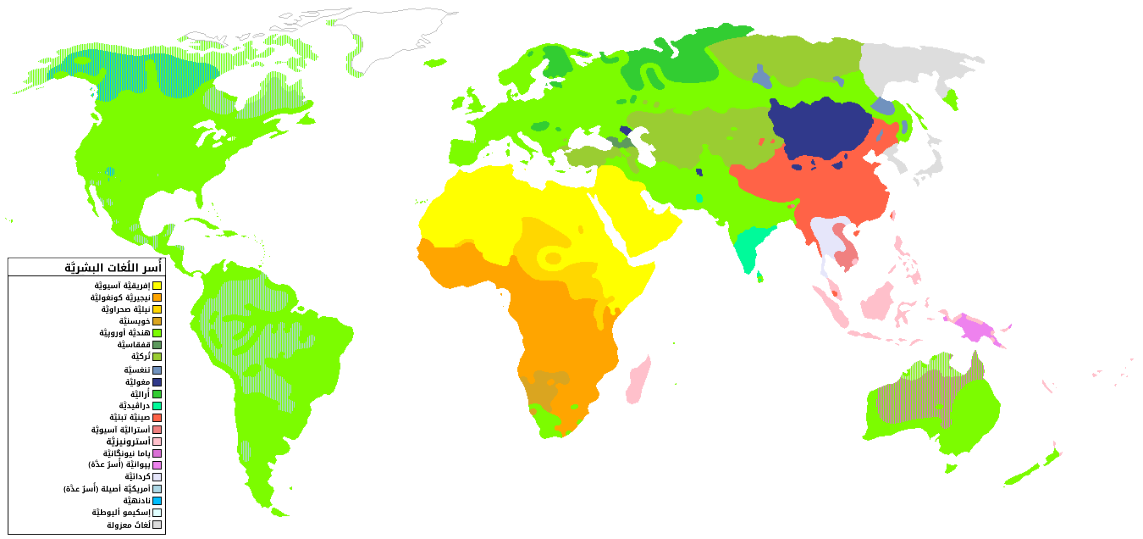

نحو البنية العامة للمقولات النحوية واجهت مدرسة تشومسكي اللغوية ومركزها معهد ماساتشوستس للتكنولوجيا (MIT) هجوما ضاريا من اللسانيين والمناطقة في جامعتي ستانفورد وأوهايو، وقد انصب الهجوم علي شق التحويل في النحو التوليدي التحويلي.
حيت جاء نحو البنية العامة للمقولات النحوية (GPSG) على يد جيرلاد غازدار Gerald Gazdar الذي طالب بازالة المكون التحويلي من نظرية النحو. فليس ثمة مسوغ له، ويمكن الاستغناء عنه، بل هذا الاستغناء ضرورة لازمة لفهم الظاهرة اللغوية.
و على هذا الأساس فليست هناك حاجة الي ثنائية البنية العميقة والسطحية، فاللغة لا تخدعنا على حد قولهم، وظاهرها، بحذفه واضماره وتقديمه وتأخيره وبناء معلومه ومجهوله يمكن تمثيله من خلال التوليد الرياضي في بنية من طبقة واحدة.
وقد احتفى اللسانيون الحاسوبين بهذا التوجه، حيث ازاح من طريقهم الصعوبات الجمة المرتبطة بالمعالجة الالية للبنية اللغوية الثنائية.

## مواضع ذات صلة
- نحو توليدي تحويلي

## المصدر
- كتاب : الفجوة الرقمية- سلسلة عالم المعرفة- غشت -2005 العدد 318 ص. 328-327، تاليف: د. نبيل علي - د. نادية حجازي.